# Lampropeltis extenuata
Espèce
Synonymes
- Stilosoma extenuatum Brown, 1890
- Lampropeltis extenuatum (Brown, 1890)

Statut de conservation UICN

 NT  : Quasi menacé
Lampropeltis extenuata est une espèce de serpent de la famille des Colubridae.

## Répartition
Cette espèce est endémique de Floride aux États-Unis.

## Description

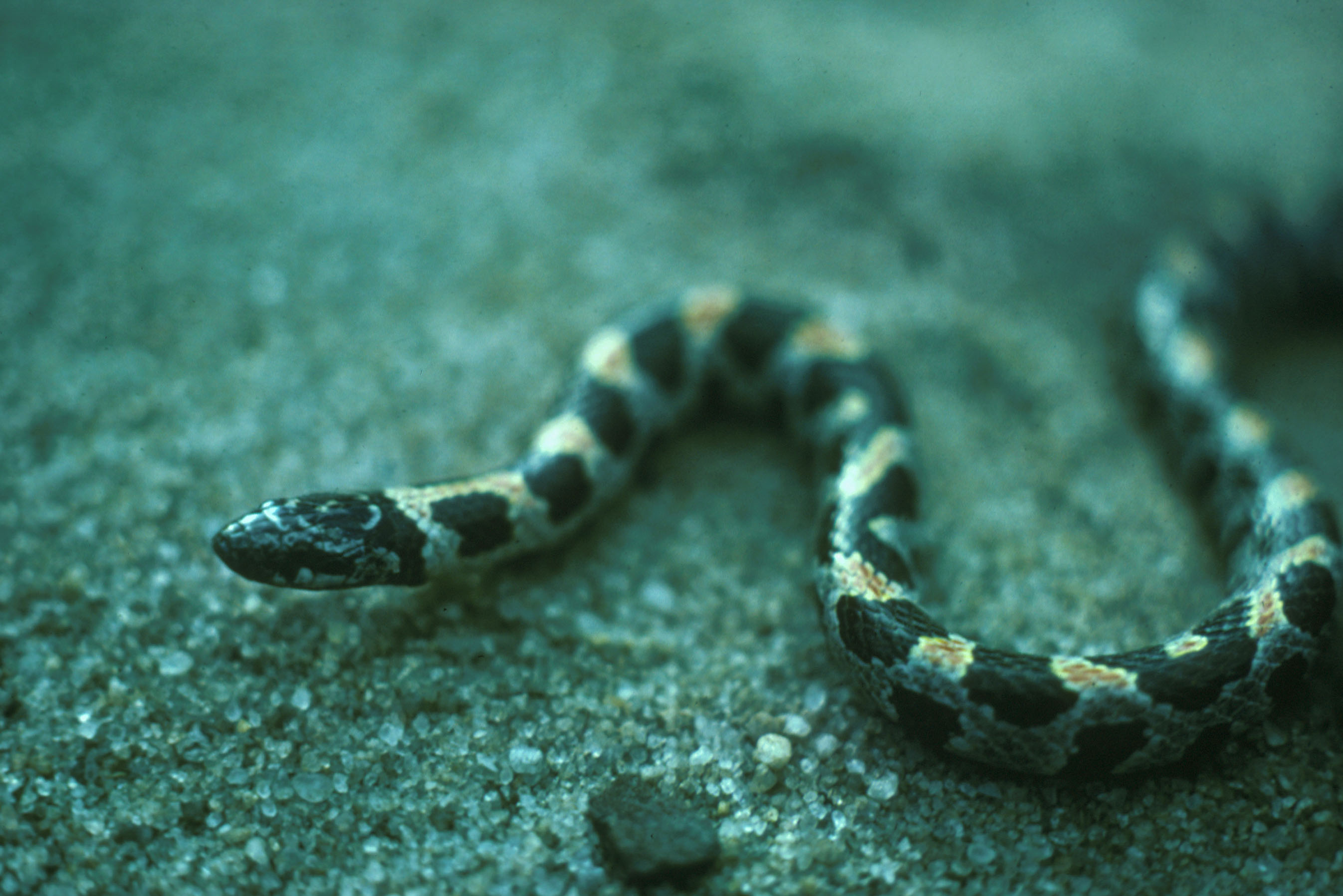
Lampropeltis extenuata

L'holotype de Lampropeltis extenuata mesure 532 mm dont 50 mm pour la queue. Cette espèce à la face dorsale gris-argenté présente 61 taches brun sombre cerclées de noir entre la tête et l'anus et 11 au niveau de la queue. Sa face ventrale est gris-argenté tacheté de noir.

## Publication originale
- Brown, 1890 : On a new genus of Colubridae from Florida. Proceedings of the Academy of Natural Sciences of Philadelphia, vol. 42, p. 199-200 (texte intégral).